# L'Éléphant de Mickey
Pour plus de détails, voir Fiche technique et Distribution.
L'Éléphant de Mickey (Mickey's Elephant) est un dessin animé de Mickey Mouse produit par Walt Disney pour United Artists et sorti le 10 octobre 1936.

## Synopsis
Mickey reçoit un présent du Rajah du Ghaboon, un « petit Bobo » comme camarade pour Pluto. Mais Bobo est un éléphanteau. Mickey construit une niche en forme d'éléphant pour lui et commence à jouer à la balle. Bobo est doué il réalise quelques dribbles et utilise sa trompe comme club de golf. Mais c'est surtout le fait d'aspirer l'air avec sa trompe afin de rattraper la balle qui l'amuse le plus. Pluto arrive alors et découvre cette balle mue étrangement. La rencontre des deux camarades ne se fait pas aussi bien que l'imaginait Mickey. Pluto pense avoir gagné le respect de l'éléphant mais celui-ci le suit en tenant le chien par la queue, comme il ferait avec un congénère. Réfugié dans sa niche, la mauvaise conscience de Pluto dit que Mickey ne gardera qu'un animal de compagnie : soit un chien, soit un éléphant. Pluto fait alors aspirer à Bobo du piment rouge en poudre. Pris d'éternuements, les objets valsent donc les outils de Mickey, puis la souris elle-même. Mickey fait un nœud à la trompe mais il se défait. Il détruit sa future maison, puis la niche de Pluto. Dépité, Pluto écrase sa mauvaise conscience.

## Fiche technique
- Titre original : Mickey's Elephant
- Autres Titres[2] :
  - Allemagne : Mickys Elefant
  - France : L'Éléphant de Mickey
  - Suède : Musse Piggs elefant, Musse Pigg och elefanten
- Série : Mickey Mouse
- Réalisateur : David Hand, Hamilton Luske
- Animateur : Norman Ferguson, Dick Huemer, Frank Thomas
- Voix : Walt Disney (Mickey)
- Producteur : Walt Disney, John Sutherland
- Distributeur : United Artists
- Date de sortie : 10 octobre 1936[3]
- Format d'image : Couleur (Technicolor)
- Musique : Albert Hay Malotte
- Son : Mono RCA Photophone
- Durée : 8 min
- Langue : (en)
- Pays de production :  États-Unis

## Doublage

### Voix originales
- Walt Disney : Mickey Mouse
- Pinto Colvig : Pluto
- James Macdonald : Bobo l’éléphant
- Don Brodie : la mauvaise conscience de Pluto

### Voix françaises

#### 1erdoublage (années 80)
- Marc François : Mickey Mouse, narration
- Roger Carel : la mauvaise conscience de Pluto

#### 2edoublage (1989)
- Jean-Paul Audrain : Mickey Mouse
- Jacques Dynam : la mauvaise conscience de Pluto